# Michael Schacht
Pour les articles homonymes, voir Schacht.
Michael Schacht (né en 1964) est un auteur allemand de jeux de société.

## Biographie
Michael Schacht est originaire de Wiesbaden et habite à Francfort. Il fait ses études en graphisme à la Hochschule Darmstadt[réf. souhaitée] et puis travaille pour différentes agences de publicité en tant que directeur artistique. Durant ses 15 ans de carrière figurent il travaille pour Heinz, Coca-Cola et Kellogg's, d'entre autres.
Interessé par un concours de conception de jeux de société, en 1992 il publie son premier jeu, Taxi pour le magasin Spilerei. En 1999, il conçoit Kontor auprès de la maison Goldsieber. Après quinze ans d'activité, il quitte son poste d'agence en 2005 pour se dédier à plein temps à la conception de jeux[réf. souhaitée].  
Son plus grand succès jusqu'à présent est le jeu Zooloretto, qui a été choisi jeu de l'année au Spiel des Jahres en 2007. Il s'agit d'un développement ultérieur à son jeu Coloretto, finaliste du Spiel des Jahres en 2003.   
Michael Schacht est auteur de plus de 200 jeux chez divers éditeurs.

## Ludographie

### Seul auteur
- Blindes Huhn, 1997, Berliner Spielkarten
- Schlauer Bauer, 1998, Adlung
- Explosiv, 1999, Piatnik
- Kontor, 1999, Goldsieber / 999 Games
- Packhuys, 1999, 999 Games
- Piraten Poker, 1999, Piatnik
- Tohuwabohu, 1999, Goldsieber
- Böse Buben, 2000, Schmidt Spiele
- Kardinal und König (le cardinal et le roi), 2000, Goldsieber / Rio Grande / 999 Games
- Papperlapapp, 2000, Goldsieber
- Isis & Osiris, 2001, Asmodée / Goldsieber / 999 Games
- Knatsch, 2001, Abacus / Rio Grande
- Affenraffen, 2002, Goldsieber
- Crazy Race, 2002, Spiele aus Timbuktu
- Dschunke (Joncque), 2002, Queen Games
- Gods, 2002, Spiele aus Timbuktu
- Mogul, 2002, Spiele aus Timbuktu
- Serengeti (Don), 2002, Asmodée
- Station Manager, 2002, Spiele aus Timbuktu
- Coloretto, 2003, Abacus / Rio Grande / 999 Games, Japan Boardgame Prize  débutants 2003
- Crazy Chicken, 2003, Ravensburger
- Industria, 2003, Queen Games
- InterUrban, 2003, Winsome Games
- Paris Paris, 2003, Abacus / Rio Grande
- Richelieu (Richelieu und die Königin !), 2003, Ravensburger
- Hansa, 2004, Abacus
- Rafle de chaussettes ou Socken Zocken, 2004, Haba
- Architekton, 2005, Queen Games
- Augen auf!, 2005, Amigo
- Caramba! (Die Tafelrunde 2), 2005, Tilsit
- China, 2005, Abacus
- Frankenstein, 2005, Spiele aus Timbuktu
- Hispaniola, 2005, Ubik
- Rat Hot (Rattenscharf), 2005, Queen Games
- Sushi Express, 2005, Abacus
- Diabolo, 2006, Amigo
- California, 2006, Abacus
- Mampf, 2006, Amigo
- Zooloretto, 2007, Abacus, Spiel des Jahres  2007
- Aquaretto, 2008, Abacus[3]
- The Golden City, 2009, Editrice Giochi[4]
- Valdora, 2009, Abacus[5]
- Felinia, 2010, Matagot[6]
- Industry, 2010, Rio Grande Games[7]
- London Markets, 2016, Queen Games [8]
- Iwari, 2020, GateOnGames[9]

### AvecLeo Colovini
- Magna Grecia, 2003, Rio Grande / Venice Connection

### AvecBruno Faidutti
- Draco & Co, 2001, Jeux Descartes
- Aux Pierres du Dragon, 2002, Days of Wonder
- The Hollywood card game, 2005, Fantasy Flight Games